# شهرستان مبارک
ناحیهٔ مبارک (به ازبکی: Muborak District) یک منطقهٔ مسکونی در ازبکستان است که در ولایت کشک‌دریا واقع شده‌است.